# Lista de vereadores de São José dos Pinhais
Esta é a lista de vereadores de São José dos Pinhais, município brasileiro do estado do Paraná.
A Câmara de Vereadores de São José dos Pinhais é atualmente formada por 21 vereadores. O auditório principal da casa se chama Plenário Segismundo Salata.
A câmara funciona desde 1853, período regencial no Brasil, tendo nesta época 11 vereadores.

## Legislatura de 2021–2024
Estes são os vereadores eleitos nas eleições de 15 de novembro de 2020, pelo período de 1° de janeiro de 2021 a 31 de dezembro de 2024:
| Mesa Diretora (2021-2022)         |                       |                        |                           |
| Nome                              | Início do mandato     | Fim do mandato         | Cargo                     |
| Abílio Arthur Alves (CIDADANIA)   | 1º de janeiro de 2021 | 31 de dezembro de 2022 | Presidente da Câmara      |
| Fátima Sebastiana de Paula (PODE) | 1º de janeiro de 2021 | 31 de dezembro de 2022 | Vice-presidente da Câmara |
| Ubiratan Pedroso (PROS)           | 1º de janeiro de 2021 | 31 de dezembro de 2022 | 1º Secretário             |
| Juliano Silveira Martins (PSC)    | 1º de janeiro de 2021 | 31 de dezembro de 2022 | 2º Secretário             |
| Sílvio Antônio Silveira (PSD)     | 1º de janeiro de 2021 | 31 de dezembro de 2022 | Corregedor                |

|    | Nome                                                                                | Partido                                    | Votos | %    | Observações |
| -- | ----------------------------------------------------------------------------------- | ------------------------------------------ | ----- | ---- | ----------- |
| 1  | Delegado Michel Teixeira de Carvalho (Curitiba, 24.07.1989–)                        | Partido Social Democrático (PSD)           | 2.884 | 2,20 | 1º mandato  |
| 2  | Alex Artur Purkote (São José dos Pinhais, 19.01.1990–)                              | Cidadania                                  | 2.682 | 2,05 | 2º mandato  |
| 3  | José Luís Possebon (São José dos Pinhais, 18.04.1978–)                              | Partido Republicano da Ordem Social (PROS) | 2.029 | 1,55 | 1º mandato  |
| 4  | Abílio Arthur Alves (2021-2022) (São José dos Pinhais, 22.01.1979–)                 | Cidadania                                  | 2.024 | 1,54 | 2º mandato  |
| 5  | Ailton Alves de Oliveira, Fenemê (Santa Isabel do Ivaí, 03.03.1965–)                | Cidadania                                  | 1.902 | 1,45 | 5º mandato  |
| 6  | Professor Abelino Pereira de Souza (Barbosa Ferraz, 27.09.1973–)                    | Cidadania                                  | 1.832 | 1,40 | 3º mandato  |
| 7  | Antonio Gilberto de Mello (São José dos Pinhais, 25.07.1975–)                       | Cidadania                                  | 1.821 | 1,39 | 3º mandato  |
| 8  | Ubiratan Pedroso, Bira do Banco (São José dos Pinhais, 06.05.1970–)                 | Partido Republicano da Ordem Social (PROS) | 1.685 | 1,28 | 4º mandato  |
| 9  | Samuel Pinheiro (Curitiba, 29.04.1976–)                                             | Republicanos                               | 1.579 | 1,20 | 1º mandato  |
| 10 | Fátima Sebastiana de Paula (Faxinal, 19.01.1966–)                                   | Podemos (PODE)                             | 1.553 | 1,18 | 2º mandato  |
| 11 | Juliano Silveira Martins (Pato Branco, 06.06.1981–)                                 | Partido Social Cristão (PSC)               | 1.388 | 1,06 | 2º mandato  |
| 12 | Allax Fabiano Pereira Siqueira (2023-2024) (Curitiba, 20.02.1991–)                  | Partido Trabalhista Brasileiro (PTB)       | 1.270 | 0,97 | 1º mandato  |
| 13 | Sílvio Santo Xavier da Costa (Itaquiraí, 21.02.1977–)                               | Republicanos                               | 1.239 | 0,94 | 2º mandato  |
| 14 | Paulo César do Carmo, Paulinho Maradona (Paranaguá, 25.08.1980–)                    | Partido Social Democrático (PSD)           | 1.228 | 0,94 | 1º mandato  |
| 15 | Wilson de Oliveira Rocha, Cabelo (São José dos Pinhais, 29.09.1973–)                | Progressistas (PP)                         | 1.223 | 0,93 | 2º mandato  |
| 16 | Sílvio Antônio Silveira, Mecânico (São José dos Pinhais, 05.12.1973–)               | Partido Social Democrático (PSD)           | 1.151 | 0,88 | 1º mandato  |
| 17 | Denilson Nogueira de Oliveira, Grilo (Curitiba, 29.03.1982–)                        | Partido Social Democrático (PSD)           | 1.148 | 0,88 | 1º mandato  |
| 18 | José Vieira da Silva, Zé Vieira (Santa Amélia, 25.08.1950–)                         | Movimento Democrático Brasileiro (MDB)     | 1.096 | 0,84 | 6º mandato  |
| 19 | Wellington Luiz do Couto, Professor Wellington Leitão (Jandaia do Sul, 30.09.1978–) | Partido Socialista Brasileiro (PSB)        | 1.084 | 0,83 | 1º mandato  |
| 20 | Sinésio Bernardino Januário (Foz do Iguaçu, 21.03.1976–)                            | Avante                                     | 1.061 | 0,81 | 1º mandato  |
| 21 | Renan Batistão Machado (Campo Mourão, 15.05.1985–)                                  | Partido Liberal (PL)                       | 1.026 | 0,78 | 1º mandato  |

## Legislatura de 2017–2020
Estes são os vereadores eleitos nas eleições de 2 de outubro de 2016, pelo período de 1° de janeiro de 2017 a 31 de dezembro de 2020:
| Mesa Diretora (2019-2020)          |                       |                        |                           |
| Nome                               | Início do mandato     | Fim do mandato         | Cargo                     |
| Assis Manoel Pereira (PODE)        | 1º de janeiro de 2019 | 31 de dezembro de 2020 | Presidente da Câmara      |
| Margarida Maria Singer (CIDADANIA) | 1º de janeiro de 2019 | 31 de dezembro de 2020 | Vice-presidente da Câmara |
| Ubiratan Pedroso (PROS)            | 1º de janeiro de 2019 | 31 de dezembro de 2020 | 1º Secretário             |
| Alex Artur Purkote (CIDADANIA)     | 1º de janeiro de 2019 | 31 de dezembro de 2020 | 2º Secretário             |
| Luiz Paulo de Lima (CIDADANIA)     | 1º de janeiro de 2019 | 31 de dezembro de 2020 | Corregedor                |

| Mesa Diretora (2017-2018)          |                       |                        |                           |
| Nome                               | Início do mandato     | Fim do mandato         | Cargo                     |
| Assis Manoel Pereira (PSDB)        | 1º de janeiro de 2017 | 31 de dezembro de 2018 | Presidente da Câmara      |
| Margarida Maria Singer (DEM)       | 1º de janeiro de 2017 | 31 de dezembro de 2018 | Vice-presidente da Câmara |
| Ubiratan Pedroso (PCdoB)           | 1º de janeiro de 2017 | 31 de dezembro de 2018 | 1º Secretário             |
| Sílvio Santo Xavier da Costa (PSC) | 1º de janeiro de 2017 | 31 de dezembro de 2018 | 2º Secretário             |
| Luiz Paulo de Lima (PSB)           | 1º de janeiro de 2017 | 31 de dezembro de 2018 | Corregedor                |

|    | Nome                                                                                        | Partido                                            | Votos | %    | Observações |
| -- | ------------------------------------------------------------------------------------------- | -------------------------------------------------- | ----- | ---- | ----------- |
| 1  | Professor Abelino Pereira de Souza (Barbosa Ferraz, 27.09.1973–)                            | Partido Socialista Brasileiro (PSB)                | 3.141 | 2,40 | 2º mandato  |
| 2  | Margarida Maria Singer, Nina Singer (São José dos Pinhais, 22.08.1963–)                     | Democratas (DEM)                                   | 2.978 | 2,28 | 2º mandato  |
| 3  | Antonio Gilberto de Mello (São José dos Pinhais, 25.07.1975–)                               | Partido Verde (PV)                                 | 2.488 | 1,90 | 2º mandato  |
| 4  | Juliano Silveira Martins (Pato Branco, 06.06.1981–)                                         | Partido Social Cristão (PSC)                       | 2.217 | 1,70 | 1º mandato  |
| 5  | Professor Marcelo Guilherme (Ponta Grossa, 24.03.1975–)                                     | Rede Sustentabilidade (REDE)                       | 2.190 | 1,68 | 2º mandato  |
| 6  | Professor Assis Manoel Pereira (2017-2020) (São Joaquim, 09.09.1954–)                       | Partido da Social Democracia Brasileira (PSDB)     | 2.080 | 1,59 | 7º mandato  |
| 7  | Ailton Alves de Oliveira, Fenemê (Santa Isabel do Ivaí, 03.03.1965–)                        | Partido Trabalhista Brasileiro (PTB)               | 2.069 | 1,58 | 4º mandato  |
| 8  | Luiz Paulo de Lima (Santa Maria do Suaçuí, 30.12.1963–)                                     | Partido Socialista Brasileiro (PSB)                | 1.944 | 1,49 | 2º mandato  |
| 9  | Abílio Arthur Alves (São José dos Pinhais, 22.01.1979–)                                     | Democratas (DEM)                                   | 1.941 | 1,49 | 1º mandato  |
| 10 | Alex Artur Purkote (São José dos Pinhais, 19.01.1990–)                                      | Democratas (DEM)                                   | 1.890 | 1,45 | 1º mandato  |
| 11 | Ubiratan Pedroso, Bira do Banco (Ponta Grossa, 06.05.1970–)                                 | Partido Comunista do Brasil (PCdoB)                | 1.880 | 1,44 | 3º mandato  |
| 12 | Carlos Fernando Ayres Machado (São José dos Pinhais, 03.11.1958–)                           | Partido da Social Democracia Brasileira (PSDB)     | 1.843 | 1,41 | 6º mandato  |
| 13 | Maria Elena Ribeiro de Andrade Hendler, Mari Temperasso (São José dos Pinhais, 04.01.1957–) | Partido da Social Democracia Brasileira (PSDB)     | 1.726 | 1,32 | 3º mandato  |
| 14 | Edson Serpa Dangui (São José dos Pinhais, 18.07.1971–)                                      | Partido Social Cristão (PSC)                       | 1.705 | 1,31 | 1º mandato  |
| 15 | Dr. Ido Antoninho Lunelli (São José dos Pinhais, 01.09.1952–)                               | Partido do Movimento Democrático Brasileiro (PMDB) | 1.617 | 1,24 | 3º mandato  |
| 16 | Fátima Sebastiana de Paula (Faxinal, 19.01.1966–)                                           | Partido Progressista (PP)                          | 1.393 | 1,07 | 1º mandato  |
| 17 | Alberto Setnarsky, Tico Setnarsky (São José dos Pinhais, 09.08.1969–)                       | Partido do Movimento Democrático Brasileiro (PMDB) | 1.265 | 0,97 | 2º mandato  |
| 18 | Sílvio Santo Xavier da Costa (Itaquiraí, 21.02.1977–)                                       | Partido Social Cristão (PSC)                       | 1.174 | 0,90 | 1º mandato  |
| 19 | Afonso Tadeu Camargo (São José dos Pinhais, 20.12.1969–)                                    | Partido Social Liberal (PSL)                       | 1.076 | 0,82 | 2º mandato  |
| 20 | Pastor Gilmar Batista de Oliveira (Itaberaba, 30.08.1978–)                                  | Partido Social Cristão (PSC)                       | 1.067 | 0,82 | 1º mandato  |
| 21 | Élcio Negosek, do Bolinho (Faxinal, 19.01.1966–)                                            | Partido Progressista (PP)                          | 887   | 0,68 | 1º mandato  |

## Legislatura de 2013–2016
Estes são os vereadores eleitos nas eleições de 7 de outubro de 2012, pelo período de 1° de janeiro de 2013 a 31 de dezembro de 2016:
| Mesa Diretora (2013-2014)         |                       |                        |                           |
| Nome                              | Início do mandato     | Fim do mandato         | Cargo                     |
| Sylvio Monteiro Neto (SDD)        | 1º de janeiro de 2013 | 31 de dezembro de 2014 | Presidente da Câmara      |
| Ido Antoninho Lunelli (PMDB)      | 1º de janeiro de 2013 | 31 de dezembro de 2014 | Vice-presidente da Câmara |
| Marcelo Guilherme (PV)            | 1º de janeiro de 2013 | 31 de dezembro de 2014 | 1º Secretário             |
| Aílton Alves de Oliveira (SDD)    | 1º de janeiro de 2013 | 31 de dezembro de 2014 | 2º Secretário             |
| Onildo Francisco dos Santos (SDD) | 1º de janeiro de 2013 | 31 de dezembro de 2014 | Corregedor                |

|    | Nome                                                                         | Partido                                                             | Votos | %    | Observações                                                    |
| -- | ---------------------------------------------------------------------------- | ------------------------------------------------------------------- | ----- | ---- | -------------------------------------------------------------- |
| 1  | Margarida Maria Singer, Nina Singer (São José dos Pinhais, 22.08.1963–)      | Democratas (DEM)                                                    | 2.693 | 1,95 | 1º mandato                                                     |
| 2  | Professor Assis Manoel Pereira (São Joaquim, 09.09.1954–)                    | Partido da Social Democracia Brasileira (PSDB)                      | 2.584 | 1,87 | 6º mandato Assumiu o cargo de Secretário Mun. de Meio Ambiente |
| 3  | Antonio Gilberto de Mello (São José dos Pinhais, 25.07.1975–)                | Partido Verde (PV)                                                  | 2.489 | 1,80 | 1º mandato                                                     |
| 4  | Professor Abelino Pereira de Souza (Barbosa Ferraz, 27.09.1973–)             | Partido dos Trabalhadores (PT)/ Partido Socialista Brasileiro (PSB) | 2.395 | 1,73 | 1º mandato                                                     |
| 5  | Ailton Alves de Oliveira, Fenemê (Santa Isabel do Ivaí, 03.03.1965–)         | Partido da Social Democracia Brasileira (PSDB)/SDD                  | 2.385 | 1,73 | 3º mandato                                                     |
| 6  | José Vieira da Silva, Zé Vieira (Santa Amélia, 25.08.1950–)                  | Partido Social Democrático (PSD)/SDD                                | 2.384 | 1,73 | 5º mandato                                                     |
| 7  | Ubiratan Pedroso, Bira do Banco (São José dos Pinhais, 06.05.1970–)          | Partido dos Trabalhadores (PT)                                      | 2.375 | 1,72 | 2º mandato                                                     |
| 8  | Sylvio Monteiro Neto (2013-2016) (Curitiba, 17.05.1985–)                     | Democratas (DEM)/SDD                                                | 2.372 | 1,72 | 3º mandato                                                     |
| 9  | Mari Lúcia Stoco Ulson (São José dos Pinhais, 26.11.1957–)                   | Partido Social Democrático (PSD)                                    | 2.306 | 1,67 | 4º mandato                                                     |
| 10 | Wilson de Oliveira Rocha, Cabelo (São José dos Pinhais, 29.09.1973–)         | Partido Republicano Brasileiro (PRB)                                | 2.178 | 1,58 | 1º mandato                                                     |
| 11 | Carlos Fernando Ayres Machado (São José dos Pinhais, 03.11.1958–)            | Partido da Social Democracia Brasileira (PSDB)/SDD                  | 2.094 | 1,52 | 5º mandato                                                     |
| 12 | Luiz Carlos Monteiro (Ibaiti, 26.05.1960–)                                   | Partido Socialista Brasileiro (PSB)                                 | 2.063 | 1,49 | 1º mandato                                                     |
| 13 | Maria Elena Ribeiro de Andrade Hendler, Mari Temperasso (Lages, 04.01.1957–) | Partido da Social Democracia Brasileira (PSDB)                      | 2.008 | 1,45 | 2º mandato                                                     |
| 14 | Luiz Paulo de Lima (Santa Maria do Suaçuí, 30.12.1963–)                      | Partido Socialista Brasileiro (PSB)                                 | 1.761 | 1,27 | 1º mandato                                                     |
| —  | Adalberto Gastão Vosgerau (São José dos Pinhais, 07.04.1962–)                | Partido da Social Democracia Brasileira (PSDB)                      | 1.650 | 1,19 | 3º mandato Assumiu em 04.03.2015 na vaga de Assis Manoel       |
| 15 | Professor Marcelo Guilherme (São José dos Pinhais, 24.03.1975–)              | Partido Verde (PV)                                                  | 1.551 | 1,12 | 1º mandato                                                     |
| 16 | Edison Luís Celli (São José dos Pinhais, 09.09.1968–)                        | Partido Social Cristão (PSC)                                        | 1.501 | 1,09 | 1º mandato                                                     |
| 17 | Dr. Ido Antoninho Lunelli (São Carlos, 01.09.1952–)                          | Partido do Movimento Democrático Brasileiro (PMDB)                  | 1.382 | 1,00 | 2º mandato                                                     |
| 18 | Alberto Setnarsky, Tico (São José dos Pinhais, 09.08.1969–)                  | Partido do Movimento Democrático Brasileiro (PMDB)                  | 1.133 | 0,82 | 1º mandato                                                     |
| 19 | Onildo Francisco dos Santos (Santa Cruz do Sul, 16.01.1964–)                 | Partido dos Trabalhadores (PT)/SDD                                  | 1.117 | 0,81 | 2º mandato                                                     |
| 20 | Afonso Tadeu Camargo (São José dos Pinhais, 20.12.1969–)                     | Partido Social Liberal (PSL)                                        | 811   | 0,59 | 1º mandato                                                     |
| 21 | Nilson Leandro de Sousa, da Nifer (Paranavaí, 19.03.1956–)                   | Partido Humanista da Solidariedade (PHS)                            | 662   | 0,48 | 1º mandato                                                     |

## Legislatura de 2009–2012
Estes são os vereadores eleitos nas eleições de 5 de outubro de 2008, pelo período de 1° de janeiro de 2009 a 31 de dezembro de 2012:
|    | Nome                                                                                    | Partido                                        | Votos | %    | Observações                                              |
| -- | --------------------------------------------------------------------------------------- | ---------------------------------------------- | ----- | ---- | -------------------------------------------------------- |
| 1  | José Vieira da Silva, Zé Vieira (Santa Amélia, 25.08.1950–)                             | Partido Trabalhista Brasileiro (PTB)           | 3.419 | 2,81 | 4º mandato                                               |
| 2  | Mari Lúcia Stoco Ulson (São José dos Pinhais, 26.11.1957–)                              | Democratas (DEM)                               | 3.331 | 2,74 | 3º mandato                                               |
| 3  | Professor Assis Manoel Pereira (2009-2012) (São Joaquim, 09.09.1954–)                   | Partido da Social Democracia Brasileira (PSDB) | 3.290 | 2,70 | 5º mandato                                               |
| 4  | Ailton Alves de Oliveira, Fenemê (Santa Isabel do Ivaí, 03.03.1965–)                    | Partido da Social Democracia Brasileira (PSDB) | 3.136 | 2,58 | 2º mandato                                               |
| 5  | Joel Gomes de Almeida (Conchas, 01.09.1962– São José dos Pinhais, 11.11.2011)           | Partido da Social Democracia Brasileira (PSDB) | 3.066 | 2,52 | 3º mandato Falecido durante o mandato                    |
| 6  | Sylvio Monteiro Neto (Curitiba, 17.05.1985–)                                            | Democratas (DEM)                               | 2.904 | 2,39 | 2º mandato                                               |
| 7  | Professor Imar Augusto (São José dos Pinhais, 12.02.1961–)                              | Partido Socialista Brasileiro (PSB)            | 2.844 | 2,34 | 3º mandato                                               |
| 8  | Professor Walder Mulbak (Osvaldo Cruz, 15.06.1962–)                                     | Democratas (DEM)                               | 2.422 | 1,99 | 2º mandato                                               |
| 9  | Carlos Fernando Ayres Machado (São José dos Pinhais, 03.11.1958–)                       | Partido da Social Democracia Brasileira (PSDB) | 2.404 | 1,97 | 4º mandato                                               |
| 10 | Sebastião Carlos de Castro (Tunas do Paraná, 15.09.1946–)                               | Democratas (DEM)                               | 2.226 | 1,83 | 6º mandato                                               |
| 11 | Antônio Rubens Salton, Toninho da Farmácia Anderson (São José dos Pinhais, 14.08.1962–) | Partido Progressista (PP)                      | 2.059 | 1,69 | 1º mandato                                               |
| 12 | Maria Elena Ribeiro de Andrade Hendler, Mari Temperasso (Lages, 04.01.1957–)            | Partido da Social Democracia Brasileira (PSDB) | 1.867 | 1,53 | 1º mandato                                               |
| 13 | Onildo Francisco dos Santos (Santa Cruz do Sul, 16.01.1964–)                            | Partido dos Trabalhadores (PT)                 | 1.622 | 1,33 | 1º mandato                                               |
| —  | Adalberto Gastão Vosgerau (São José dos Pinhais, 07.04.1962–)                           | Partido da Social Democracia Brasileira (PSDB) | 1.591 | 1,31 | 2º mandato Assumiu em 08.12.2011 na vaga de Joel Almeida |
| 14 | Ubiratan Pedroso, Bira do Banco (São José dos Pinhais, 06.05.1970–)                     | Partido dos Trabalhadores (PT)                 | 1.549 | 1,27 | 1º mandato                                               |

## Legislatura de 2005–2008
Estes são os vereadores eleitos nas eleições de 3 de outubro de 2004, pelo período de 1° de janeiro de 2005 a 31 de dezembro de 2008:
|    | Nome                                                                          | Partido                                            | Votos | %    | Observações                                                                         |
| -- | ----------------------------------------------------------------------------- | -------------------------------------------------- | ----- | ---- | ----------------------------------------------------------------------------------- |
| 1  | José Vieira da Silva (Santa Amélia, 25.08.1950–)                              | Partido Trabalhista Brasileiro (PTB)               | 3.586 | 3,17 | 3º mandato                                                                          |
| 2  | Marcos Vieira, da Vidofer (Curitiba, 28.04.1962–)                             | Partido Progressista (PP)                          | 2.718 | 2,40 | 2º mandato                                                                          |
| 3  | Mari Lúcia Stoco Ulson (São José dos Pinhais, 26.11.1957–)                    | Partido da Frente Liberal (PFL)                    | 2.626 | 2,32 | 2º mandato                                                                          |
| 4  | Professor Assis Manoel Pereira (2005-2008) (São Joaquim, 09.09.1954–)         | Partido da Social Democracia Brasileira (PSDB)     | 2.485 | 2,20 | 4º mandato                                                                          |
| 5  | Professor Walder Mulbak (Osvaldo Cruz, 15.06.1962–)                           | Partido da Frente Liberal (PFL)                    | 2.460 | 2,17 | 1º mandato                                                                          |
| 6  | Sylvio Monteiro Neto (Curitiba, 17.05.1985–)                                  | Partido do Movimento Democrático Brasileiro (PMDB) | 2.454 | 2,17 | 1º mandato Afastado por Decisão do TRE                                              |
| 7  | Ailton Alves de Oliveira, Fenemê (Santa Isabel do Ivaí, 03.03.1965–)          | Partido do Movimento Democrático Brasileiro (PMDB) | 2.400 | 2,12 | 1º mandato Afastado por Decisão do TRE                                              |
| 8  | Joel Gomes de Almeida (Conchas, 01.09.1962– São José dos Pinhais, 11.11.2011) | Partido da Social Democracia Brasileira (PSDB)     | 2.388 | 2,11 | 2º mandato                                                                          |
| 9  | Auro Luís Ferreira de Paula (Curitiba, 16.10.1964–)                           | Partido da Social Democracia Brasileira (PSDB)     | 2.211 | 1,95 | 3º mandato Assumiu o cargo de Secretário Municipal de Indústria, Comércio e Turismo |
| 10 | Sebastião Carlos de Castro (Tunas do Paraná, 15.09.1946–)                     | Partido da Frente Liberal (PFL)                    | 2.141 | 1,89 | 5º mandato                                                                          |
| —  | Carlos Fernando Ayres Machado (São José dos Pinhais, 03.11.1958–)             | Partido da Social Democracia Brasileira (PSDB)     | 1.917 | 1,69 | 3º mandato Assumiu em 01.01.2005 e em 18.08.2008 na vaga de Auro Luis F. de Paula   |
| 11 | Jairo José Melo (São José dos Pinhais, 12.01.1965–)                           | Partido Democrático Trabalhista (PDT)              | 1.564 | 1,38 | 1º mandato                                                                          |
| 12 | José Donizete Fraga (Kaloré, 25.06.1955–)                                     | Partido do Movimento Democrático Brasileiro (PMDB) | 1.541 | 1,36 | 4º mandato Afastado por Decisão do TRE                                              |
| 13 | Tarcísio Klettemberg (São José dos Pinhais, 17.07.1957–)                      | Partido Progressista (PP)                          | 1.492 | 1,32 | 2º mandato                                                                          |
| —  | Dr. Ido Antoninho Lunelli (São Carlos, 01.09.1952–)                           | Partido do Movimento Democrático Brasileiro (PMDB) | 1.136 | 1,00 | 1º mandato Assumiu em 28.08.2008 na vaga de Sylvio Monteiro                         |
| —  | Valter Ribeiro da Silva, da Comunidade (Lages, 25.09.1963–)                   | Partido do Movimento Democrático Brasileiro (PMDB) | 785   | 0,69 | 1º mandato Assumiu em 18.09.2008 na vaga de Donizete Fraga                          |
| —  | Pastor Ronaldo da Costa Souza (Pérola d'Oeste, 04.03.1975–)                   | Partido do Movimento Democrático Brasileiro (PMDB) | 782   | 0,69 | 1º mandato Assumiu em 14.10.2008 na vaga de Ailton Fenemê                           |

## Legislatura de 2001–2004
Estes são os vereadores eleitos nas eleições de 1º de outubro de 2000, pelo período de 1º de janeiro de 2001 a 31 de dezembro de 2004:
|    | Nome                                                                          | Partido                                            | Votos | %    | Observações                                                          |
| -- | ----------------------------------------------------------------------------- | -------------------------------------------------- | ----- | ---- | -------------------------------------------------------------------- |
| 1  | Professor Imar Augusto (São José dos Pinhais, 12.02.1961–)                    | Partido da Social Democracia Brasileira (PSDB)     | 1.954 | 2,11 | 2º mandato                                                           |
| 2  | José Vieira da Silva (Santa Amélia, 25.08.1950–)                              | Partido Trabalhista Brasileiro (PTB)               | 1.708 | 1,85 | 2º mandato                                                           |
| 3  | Antônio Benedito Fenelon, Toninho da Farmácia (Umuarama, 23.04.1962–)         | Partido da Frente Liberal (PFL)                    | 1.611 | 1,74 | 2º mandato                                                           |
| 4  | Sérgio Aparecido Micheloni, Serginho Micheloni (Alto Piquiri, 05.07.1969–)    | Partido Democrático Trabalhista (PDT)              | 1.536 | 1,66 | 1º mandato                                                           |
| 5  | Auro Luís Ferreira de Paula, (Posto Consul) (Curitiba, 16.10.1964–)           | Partido da Social Democracia Brasileira (PSDB)     | 1.436 | 1,55 | 2º mandato                                                           |
| 6  | Professor Assis Manoel Pereira (São Joaquim, 09.09.1954–)                     | Partido da Social Democracia Brasileira (PSDB)     | 1.401 | 1,51 | 3º mandato Afastado por assumir cargo de secretário municipal        |
| 7  | Mari Lúcia Stoco Ulson (São José dos Pinhais, 26.11.1957–)                    | Partido da Frente Liberal (PFL)                    | 1.386 | 1,50 | 1º mandato                                                           |
| 8  | Cezar Augusto de Oliveira Franco (2003-2004) (Curitiba, 02.01.1960–)          | Partido do Movimento Democrático Brasileiro (PMDB) | 1.327 | 1,43 | 3º mandato                                                           |
| 9  | Nedson Marcondes Karam (2001-2002) (Guarapuava, 25.01.1959–)                  | Partido da Frente Liberal (PFL)                    | 1.221 | 1,32 | 4º mandato                                                           |
| 10 | Sérgio Butka (??, 30.11.1957–)                                                | Partido da Social Democracia Brasileira (PSDB)     | 1.180 | 1,28 | 1º mandato                                                           |
| 11 | Devenir Vieira da Silva (Assis Chateaubriand, 07.08.1972–)                    | Partido Democrático Trabalhista (PDT)              | 1.105 | 1,19 | 1º mandato                                                           |
| —  | Adalberto Gastão Vosgerau (São José dos Pinhais, 07.04.1962–)                 | Partido da Social Democracia Brasileira (PSDB)     | 1.084 | 1,17 | 1º mandato Assumiu de 03.01 a 02.08.2001 na vaga de Assis M. Pereira |
| 12 | Sebastião Carlos de Castro (Tunas do Paraná, 15.09.1946–)                     | Partido Popular Socialista (PPS)                   | 1.051 | 1,14 | 4º mandato                                                           |
| 13 | Leone do Rócio Leal (São José dos Pinhais, 15.11.1955–)                       | Partido Trabalhista Brasileiro (PTB)               | 955   | 1,03 | 3º mandato                                                           |
| 14 | Osmar Foggiatto (São José dos Pinhais, 01.03.1959–)                           | Partido da Frente Liberal (PFL)                    | 929   | 1,00 | 2º mandato                                                           |
| 15 | Joel Gomes de Almeida (Conchas, 01.09.1962– São José dos Pinhais, 11.11.2011) | Partido Democrático Trabalhista (PDT)              | 921   | 1,00 | 1º mandato                                                           |
| 16 | Imar Pereira da Silva, Munhoz (??, 03.06.1956–)                               | Partido Progressista Brasileiro (PPB)              | 894   | 0,97 | 1º mandato                                                           |
| 17 | Domingos Benvenuto Moletta (??, 13.09.1925–)                                  | Partido Popular Socialista (PPS)                   | 884   | 0,96 | 5º mandato Falecido durante o mandato                                |
| 18 | Marcos Vieira, do Vidrofer (Curitiba, 28.04.1962–)                            | Partido da Frente Liberal (PFL)                    | 861   | 0,93 | 1º mandato                                                           |
| 19 | Carlos Fernando Ayres Machado (São José dos Pinhais, 03.11.1958–)             | Partido do Movimento Democrático Brasileiro (PMDB) | 824   | 0,89 | 2º mandato                                                           |
| 20 | José Roberto de Oliveira Alves, Zé Roberto (Paranaguá, 31.03.1957–)           | Partido Progressista Brasileiro (PPB)              | 818   | 0,88 | 1º mandato                                                           |
| 21 | José Donizete Fraga (Kaloré, 25.06.1955–)                                     | Partido do Movimento Democrático Brasileiro (PMDB) | 811   | 0,88 | 3º mandato                                                           |
| —  | Maria Mercedes Ubá (São José dos Pinhais, 06.05.1955–)                        | Partido Popular Socialista (PPS)                   | 612   | 0,66 | 1º mandato Assumiu em 21.02.2002 na vaga de Domingos B. Moletta      |

## Legislatura de 1996–2000
Estes são os vereadores eleitos nas eleições de 3 de outubro de 1996, pelo período de 1° de janeiro de 1997 a 31 de dezembro de 2000:
|    | Nome                                                              | Partido                                            | Votos | %    | Observações                                                   |
| -- | ----------------------------------------------------------------- | -------------------------------------------------- | ----- | ---- | ------------------------------------------------------------- |
| 1  | José Vieira da Silva (Santa Amélia, 25.08.1950–)                  | Partido Progressista Brasileiro (PPB)              | 1.481 | 2,27 | 1º mandato                                                    |
| 2  | Antônio Benedito Fenelon (Umuarama, 23.04.1962–)                  | Partido Progressista Brasileiro (PPB)              | 1.256 | 1,93 | 1º mandato                                                    |
| 3  | Imar Augusto (São José dos Pinhais, 12.02.1961–)                  | Partido da Social Democracia Brasileira (PSDB)     | 1.224 | 1,88 | 1º mandato                                                    |
| 4  | Carlos Fernando Ayres Machado (São José dos Pinhais, 03.11.1958–) | Partido do Movimento Democrático Brasileiro (PMDB) | 1.140 | 1,75 | 1º mandato                                                    |
| 5  | Assis Manoel Pereira (São Joaquim, 09.09.1954–)                   | Partido Progressista Brasileiro (PPB)              | 1.097 | 1,68 | 2º mandato                                                    |
| 6  | Leone do Rócio Leal (São José dos Pinhais, 15.11.1955–)           | Partido Trabalhista Brasileiro (PTB)               | 1.074 | 1,65 | 2º mandato                                                    |
| 7  | Arnaldo Woitch (São José dos Pinhais, 22.05.1939–)                | Partido do Movimento Democrático Brasileiro (PMDB) | 982   | 1,51 | 2º mandato                                                    |
| 8  | Nedson Marcondes Karam (1997-2000) (Guarapuava, 25.01.1959–)      | Partido Trabalhista Brasileiro (PTB)               | 921   | 1,41 | 3º mandato                                                    |
| 9  | Cezar Augusto de Oliveira Franco (Curitiba, 02.01.1960–)          | Partido do Movimento Democrático Brasileiro (PMDB) | 899   | 1,38 | 2º mandato                                                    |
| 10 | Suely Cristina Muhlstedt (Curitiba, 25.07.1956–)                  | Partido do Movimento Democrático Brasileiro (PMDB) | 866   | 1,33 | 2º mandato                                                    |
| 11 | Sebastião Carlos de Castro (Tunas do Paraná, 15.09.1946–)         | Partido do Movimento Democrático Brasileiro (PMDB) | 860   | 1,32 | 3º mandato                                                    |
| 12 | Auro Luís Ferreira de Paula (Curitiba, 16.10.1964–)               | Partido Trabalhista Brasileiro (PTB)               | 814   | 1,25 | 1º mandato                                                    |
| 13 | Joel Siqueira Bueno (Campo Mourão, 08.04.1942–)                   | Partido Democrático Trabalhista (PDT)              | 811   | 1,24 | 3º mandato                                                    |
| 14 | Tarcísio Klettemberg (São José dos Pinhais, 17.07.1957–)          | Partido Progressista Brasileiro (PPB)              | 755   | 1,16 | 1º mandato                                                    |
| 15 | Nelson Saulo Valvassori (Cianorte, 08.04.1961–)                   | Partido Liberal (PL)                               | 727   | 1,11 | 2º mandato                                                    |
| 16 | José Amantino Fernandes (Irati, 08.03.1945–)                      | Partido Democrático Trabalhista (PDT)              | 721   | 1,10 | 1º mandato                                                    |
| 17 | Segismundo Salata                                                 | Partido Progressista Brasileiro (PPB)              | 675   | 1,03 | 7º mandato Falecido durante o mandato                         |
| —  | Odair Antonio Criminácio (??, 04.07.1956–)                        | Partido Progressista Brasileiro (PPB)              | 633   | 0,97 | 1º mandato Assumiu em 17.02.2000 na vaga de Segismundo Salata |
| 18 | Edgar Berleze (São José dos Pinhais, 02.02.1958–)                 | Partido da Social Democracia Brasileira (PSDB)     | 607   | 0,93 | 1º mandato                                                    |
| 19 | Alexandre Emídio de Paula (??, 26.07.1930–)                       | Partido da Frente Liberal (PFL)                    | 543   | 0,83 | 1º mandato                                                    |
| 20 | Sílvio Cezar do Amaral                                            | Partido Democrático Trabalhista (PDT)              | 507   | 0,78 | 1º mandato                                                    |
| 21 | Altivir Stoco (São José dos Pinhais, 19??–17.01.1998)             | Partido da Frente Liberal (PFL)                    | 477   | 0,73 | 1º mandato Falecido durante o mandato                         |
| —  | Osmar Foggiatto (São José dos Pinhais, 01.03.1959–)               | Partido da Frente Liberal (PFL)                    | 473   | 0,72 | 1º mandato Assumiu em 19.02.1998 na vaga de Altivir Stoco     |

## Legislatura de 1993–1996
Estes são os vereadores eleitos nas eleições de 3 de outubro de 1992, pelo período de 1° de janeiro de 1993 a 31 de dezembro de 1996:
|    | Nome                                                            | Partido                                            | Votos | Observações                                                     |
| -- | --------------------------------------------------------------- | -------------------------------------------------- | ----- | --------------------------------------------------------------- |
| 1  | João Celso Barbosa (São José dos Pinhais, 12.05.1948–)          | Partido Liberal (PL)                               | 840   | 1º mandato                                                      |
| 2  | Ulisses Juliatto Filho ??, 19??–21.05.2001)                     | Partido da Frente Liberal (PFL)                    | 803   | 1º mandato                                                      |
| 3  | Sebastião Carlos de Castro (Tunas do Paraná, 15.09.1946–)       | Partido da Frente Liberal (PFL)                    | 778   | 2º mandato                                                      |
| 4  | Leopoldo Costa Mayer (Londrina, 29.11.1949–)                    | Partido Liberal (PL)                               | 734   | 1º mandato                                                      |
| 5  | Leone do Rócio Leal (São José dos Pinhais, 15.11.1955–)         | Partido da Frente Liberal (PFL)                    | 684   | 1º mandato                                                      |
| 6  | Ari Hoff                                                        | Partido Trabalhista Brasileiro (PTB)               | 682   | 1º mandato                                                      |
| 7  | Livaldo Augusto Claudino                                        | Partido Trabalhista Brasileiro (PTB)               | 662   | 1º mandato Renuncia o mandato                                   |
| 8  | Olindo Custódio                                                 | Partido Liberal (PL)                               | 660   | 1º mandato                                                      |
| 9  | Maria Cinira Groschka Setim                                     | Partido Liberal (PL)                               | 644   | 2º mandato                                                      |
| 10 | Ivo Zarpelon                                                    | Partido Social Trabalhista (PST)                   | 630   | 1º mandato                                                      |
| 11 | Cezar Augusto de Oliveira Franco (Curitiba, 02.01.1960–)        | Partido do Movimento Democrático Brasileiro (PMDB) | 572   | 1º mandato                                                      |
| 12 | José Francisco Bührer (1995-1996) (Tijucas do Sul, 09.08.1958–) | Partido Trabalhista Brasileiro (PTB)               | 571   | 2º mandato                                                      |
| 13 | Joel Siqueira Bueno (Campo Mourão, 08.04.1942–)                 | Partido Trabalhista Brasileiro (PTB)               | 567   | 2º mandato                                                      |
| 14 | José Donizete Fraga (Kaloré, 25.06.1955–)                       | Partido do Movimento Democrático Brasileiro (PMDB) | 567   | 2º mandato                                                      |
| 15 | Segismundo Salata                                               | Partido Liberal (PL)                               | 549   | 6º mandato                                                      |
| 16 | Nedson Marcondes Karam (1993-1994) (Guarapuava, 25.01.1959–)    | Partido Trabalhista Brasileiro (PTB)               | 542   | 2º mandato                                                      |
| 17 | Domingos Benvenuto Moletta (??, 13.09.1925–)                    | Partido Trabalhista Brasileiro (PTB)               | 537   | 4º mandato                                                      |
| 18 | Suely Cristina Muhlstedt (Curitiba, 25.07.1956–)                | Partido do Movimento Democrático Brasileiro (PMDB) | 508   | 1º mandato                                                      |
| —  | Luiz César Helpa                                                | Partido do Movimento Democrático Brasileiro (PMDB) | 494   | 1º mandato Assumiu em 28.10.1993 na vaga de Livaldo A. Claudino |
| 19 | Assis Manoel Pereira (São Joaquim, 09.09.1954–)                 | Partido Democrático Social (PDS)                   | 455   | 1º mandato                                                      |
| 20 | Nelson Saulo Valvassori (Cianorte, 08.04.1961–)                 | Partido Democrático Trabalhista (PDT)              | 327   | 1º mandato                                                      |
| 21 | Pedro Setenareski Filho                                         | Partido Democrático Trabalhista (PDT)              | 321   | 1º mandato                                                      |

## Legislatura de 1989–1992
Estes são os vereadores eleitos nas eleições de 15 de novembro de 1988, pelo período de 1° de janeiro de 1989 a 31 de dezembro de 1992:
|     | Nome                                                                                         | Partido                                            | Votos | Observações |
| --- | -------------------------------------------------------------------------------------------- | -------------------------------------------------- | ----- | ----------- |
| 1   | José Francisco Bührer (Tijucas do Sul, 09.08.1958–)                                          | Partido do Movimento Democrático Brasileiro (PMDB) | 1.157 | 1º mandato  |
| 2   | Alberto Alexandre Gonçalves Nogueira (Curitiba, 15.05.1946–São José dos Pinhais, 11.12.2015) | Partido do Movimento Democrático Brasileiro (PMDB) | 1.074 | 1º mandato  |
| 3   | Joel Siqueira Bueno (Campo Mourão, 08.04.1942–)                                              | Partido Trabalhista Brasileiro (PTB)               | 899   | 1º mandato  |
| 4   | Maria Cinira Groschka Setim                                                                  | Partido Liberal (PL)                               | 785   | 1º mandato  |
| 5   | Ivaldo Gondro                                                                                | Partido Liberal (PL)                               | 718   | 1º mandato  |
| 6   | Attílio da Silva                                                                             | Partido Trabalhista Brasileiro (PTB)               | 631   | 2º mandato  |
| 7   | Valdomiro Damas Soares                                                                       | Partido Trabalhista Brasileiro (PTB)               | 629   | 1º mandato  |
| 8   | Carlos Rosa Prates                                                                           | Partido do Movimento Democrático Brasileiro (PMDB) | 619   | 1º mandato  |
| 9   | Mário Sérgio Moro                                                                            | Partido Liberal (PL)                               | 604   | 1º mandato  |
| 10  | Jacinto Greboge (São José dos Pinhais, 12.03.1959–)                                          | Partido Liberal (PL)                               | 602   | 1º mandato  |
| 11  | Nedson Marcondes Karam (Guarapuava, 25.01.1959–)                                             | Partido Liberal (PL)                               | 597   | 1º mandato  |
| 12  | Segismundo Salata (1989-1990)                                                                | Partido Liberal (PL)                               | 588   | 5º mandato  |
| 13  | Domingos Benvenuto Moletta (??, 13.09.1925–)                                                 | Partido do Movimento Democrático Brasileiro (PMDB) | 564   | 3º mandato  |
| 14  | Sérgio Luiz Cordeiro Muniz (1991-1992)                                                       | Partido Trabalhista Brasileiro (PTB)               | 541   | 2º mandato  |
| '15 | Sebastião Carlos de Castro (Tunas do Paraná, 15.09.1946–)                                    | Partido Democrático Trabalhista (PDT)              | 512   | 1º mandato  |
| '16 | Dirceu Luiz Bertolin Précoma (São José dos Pinhais, 1951–19.11.2020)                         | Partido Democrata Cristão (PDC)                    | 511   | 2º mandato  |
| 17  | Afonso Antônio Moletta (São José dos Pinhais, 28.04.1934–)                                   | Partido Trabalhista Brasileiro (PTB)               | 506   | 3º mandato  |
| 18  | Ivo Caetano dos Santos (Agudos do Sul, 1935–São José dos Pinhais, 04.03.2021)                | Partido Trabalhista Brasileiro (PTB)               | 499   | 2º mandato  |
| 19  | José Donizete Fraga (Kaloré, 25.06.1955–)                                                    | Partido do Movimento Democrático Brasileiro (PMDB) | 487   | 1º mandato  |

## Legislatura de 1983–1988
Estes são os vereadores eleitos nas eleições de 15 de novembro de 1982, pelo período de 1° de fevereiro de 1983 a 31 de dezembro de 1988:
|    | Nome                                                                             | Partido                                            | Votos | Observações                                                                 |
| -- | -------------------------------------------------------------------------------- | -------------------------------------------------- | ----- | --------------------------------------------------------------------------- |
| 1  | Nelson Maoski                                                                    | Partido do Movimento Democrático Brasileiro (PMDB) | 1.354 | 2º mandato                                                                  |
| 2  | Elon Fay Natal Bonin                                                             | Partido do Movimento Democrático Brasileiro (PMDB) | 1.101 | 4º mandato                                                                  |
| 3  | Dirceu Luiz Bertolin Précoma (1987-1988) (São José dos Pinhais, 1951–19.11.2020) | Partido do Movimento Democrático Brasileiro (PMDB) | 1.092 | 1º mandato                                                                  |
| 4  | Attílio da Silva                                                                 | Partido do Movimento Democrático Brasileiro (PMDB) | 1.074 | 1º mandato                                                                  |
| 5  | Iwerson Chiuratto (1983-1984) (São José dos Pinhais, 1936–)                      | Partido do Movimento Democrático Brasileiro (PMDB) | 1.064 | 2º mandato                                                                  |
| 6  | Vilmar da Cunha                                                                  | Partido do Movimento Democrático Brasileiro (PMDB) | 1.016 | 1º mandato                                                                  |
| 7  | Alcides Índio Bührer Machado                                                     | Partido do Movimento Democrático Brasileiro (PMDB) | 964   | 2º mandato                                                                  |
| 8  | Ivo Caetano dos Santos (Agudos do Sul, 1935–São José dos Pinhais, 04.03.2021)    | Partido Democrático Social (PDS)                   | 961   | 1º mandato                                                                  |
| 9  | Ayrton Précoma (São José dos Pinhais, 16.12.1926–Curitiba, 05.08.1993)           | Partido Democrático Social (PDS)                   | 913   | 2º mandato                                                                  |
| 10 | Alceu Pires Machado                                                              | Partido Democrático Social (PDS)                   | 870   | 2º mandato                                                                  |
| 11 | Sérgio Luiz Cordeiro Muniz                                                       | Partido Democrático Social (PDS)                   | 798   | 1º mandato                                                                  |
| 12 | João Moro Dissenha (São José dos Pinhais, 1934–31.10.2021)                       | Partido Democrático Social (PDS)                   | 708   | 2º mandato                                                                  |
| 13 | Acelino Toczeck (1985-1986)                                                      | Partido do Movimento Democrático Brasileiro (PMDB) | 680   | 1º mandato                                                                  |
| —  | Ari Justino da Silveira                                                          | Partido do Movimento Democrático Brasileiro (PMDB) | 667   | 1º mandato Assumiu de 16.02.1983 a 05.05.1988, na vaga de Elon Fay N. Bonin |

## Legislatura de 1977–1982
Estes são os vereadores eleitos nas eleições de 15 de novembro de 1976, pelo período de 1° de fevereiro de 1977 a 31 de janeiro de 1983:
|    | Nome                                                        | Partido                                | Votos | Observações                                               |
| -- | ----------------------------------------------------------- | -------------------------------------- | ----- | --------------------------------------------------------- |
| 1  | João Moro Dissenha (São José dos Pinhais, 1934–31.10.2021)  | Aliança Renovadora Nacional (ARENA)    | 1.210 | 1º mandato                                                |
| 2  | João Batista Ferreira da Cruz (19??–Curitiba, 15.07.2009)   | Aliança Renovadora Nacional (ARENA)    | 1.048 | 4º mandato                                                |
| 3  | Alcides Índio Bührer Machado                                | Movimento Democrático Brasileiro (MDB) | 762   | 1º mandato                                                |
| 4  | José João Moletta (??, 1916–2006)                           | Movimento Democrático Brasileiro (MDB) | 727   | 1º mandato                                                |
| 5  | Alceu Pires Machado (1981-1982)                             | Aliança Renovadora Nacional (ARENA)    | 697   | 1º mandato                                                |
| 6  | Iwerson Chiuratto (1977-1978) (São José dos Pinhais, 1936–) | Aliança Renovadora Nacional (ARENA)    | 687   | 1º mandato                                                |
| 7  | Aldo Aymoré Índio do Brasil de Bastos                       | Aliança Renovadora Nacional (ARENA)    | 539   | 1º mandato                                                |
| 8  | Telma Dorneles Dantas                                       | Movimento Democrático Brasileiro (MDB) | 520   | 1º mandato                                                |
| 9  | José Nogueira (1979-1980)                                   | Aliança Renovadora Nacional (ARENA)    | 511   | 2º mandato                                                |
| 10 | Elon Fay Natal Bonin                                        | Aliança Renovadora Nacional (ARENA)    | 484   | 3º mandato                                                |
| 11 | Luiz Dalmi Marenda                                          | Aliança Renovadora Nacional (ARENA)    | 478   | 1º mandato                                                |
| 12 | Arnaldo Woitch (São José dos Pinhais, 22.05.1939–)          | Movimento Democrático Brasileiro (MDB) | 447   | 1º mandato                                                |
| —  | Segismundo Salata                                           | Aliança Renovadora Nacional (ARENA)    | 443   | 4º mandato Assumiu em 08.09.1982 na vaga de José Nogueira |
| 13 | Osmar Lipinski                                              | Movimento Democrático Brasileiro (MDB) | 435   | 1º mandato                                                |

## Legislatura de 1973–1976
Estes são os vereadores eleitos nas eleições de 15 de novembro de 1972, pelo período de 31 de janeiro de 1973 a 31 de janeiro de 1977:
|    | Nome                                                       | Partido                                | Votos | Observações |
| -- | ---------------------------------------------------------- | -------------------------------------- | ----- | ----------- |
| 1  | Afonso Antônio Moletta (São José dos Pinhais, 28.04.1934–) | Aliança Renovadora Nacional (ARENA)    | 2.447 | 2º mandato  |
| 2  | Nelson Maoski (1973-1974)                                  | Aliança Renovadora Nacional (ARENA)    | 1.330 | 1º mandato  |
| 3  | Pedro Bonk                                                 | Aliança Renovadora Nacional (ARENA)    | 1.103 | 1º mandato  |
| 4  | Valdir Horst (Três Passos, 24.01.1957–)                    | Aliança Renovadora Nacional (ARENA)    | 927   | 1º mandato  |
| 5  | Segismundo Salata                                          | Aliança Renovadora Nacional (ARENA)    | 863   | 3º mandato  |
| 6  | João Batista Ferreira da Cruz (19??–Curitiba, 15.07.2009)  | Aliança Renovadora Nacional (ARENA)    | 766   | 3º mandato  |
| 7  | Geraldo Polakowski                                         | Aliança Renovadora Nacional (ARENA)    | 648   | 2º mandato  |
| 8  | José Nogueira (1975-1976)                                  | Aliança Renovadora Nacional (ARENA)    | 594   | 1º mandato  |
| 9  | Carlito Dissenha                                           | Aliança Renovadora Nacional (ARENA)    | 533   | 3º mandato  |
| 10 | José Nogueira da Silva                                     | Aliança Renovadora Nacional (ARENA)    | 458   | 2º mandato  |
| 11 | Domingos Foggiatto                                         | Aliança Renovadora Nacional (ARENA)    | 451   | 1º mandato  |
| 12 | Miguel Jarek                                               | Aliança Renovadora Nacional (ARENA)    | 439   | 1º mandato  |
| 13 | João Valdemar Gapski                                       | Movimento Democrático Brasileiro (MDB) | 331   | 1º mandato  |

## Legislatura de 1969–1972
Estes são os vereadores eleitos nas eleições de 15 de novembro de 1968, pelo período de 31 de janeiro de 1969 a 31 de janeiro de 1973:
|     | Nome                                                                   | Partido                             | Votos | Observações                                                |
| --- | ---------------------------------------------------------------------- | ----------------------------------- | ----- | ---------------------------------------------------------- |
| 1   | Iwerson Chiuratto (1971-1972) (São José dos Pinhais, 1936–)            | Aliança Renovadora Nacional (ARENA) | 751   | 1º mandato                                                 |
| 2   | Segismundo Salata                                                      | Aliança Renovadora Nacional (ARENA) | 664   | 2º mandato                                                 |
| 3   | Afonso Antônio Moletta (São José dos Pinhais, 28.04.1934–)             | Aliança Renovadora Nacional (ARENA) | 595   | 1º mandato                                                 |
| 4   | João Batista Ferreira da Cruz (19??–Curitiba, 15.07.2009)              | Aliança Renovadora Nacional (ARENA) | 559   | 2º mandato                                                 |
| 5   | Elon Fay Natal Bonin                                                   | Aliança Renovadora Nacional (ARENA) | 555   | 2º mandato                                                 |
| 6   | Daniel Précoma (1969-1970)                                             | Aliança Renovadora Nacional (ARENA) | 514   | 4º mandato Afastado por 30 dias                            |
| 7   | Joel Tesseroli                                                         | Aliança Renovadora Nacional (ARENA) | 501   | 1º mandato Renunciou o mandato                             |
| 8   | Domingos Benvenuto Moletta (??, 13.09.1925–)                           | Aliança Renovadora Nacional (ARENA) | 490   | 2º mandato                                                 |
| 9   | Afonso Haluch                                                          | Aliança Renovadora Nacional (ARENA) | 464   | 3º mandato                                                 |
| 10  | Adolfo Cetnarski                                                       | Aliança Renovadora Nacional (ARENA) | 437   | 1º mandato                                                 |
| 11' | Ayrton Précoma (São José dos Pinhais, 16.12.1926–Curitiba, 05.08.1993) | Aliança Renovadora Nacional (ARENA) | 416   | 1º mandato                                                 |
| 12  | Flávio Zétola                                                          | Aliança Renovadora Nacional (ARENA) | 400   | 2º mandato Falecido durante o mandato                      |
| 13  | Geraldo Polakowski                                                     | Aliança Renovadora Nacional (ARENA) | 394   | 1º mandato                                                 |
| —   | Tarcílio Zoelner                                                       | Aliança Renovadora Nacional (ARENA) | 388   | 1º mandato Assumiu em 09.12.1969 na vaga de Joel Tesseroli |
| —   | Fioravante Zocoloti                                                    | Aliança Renovadora Nacional (ARENA) | 356   | 3º mandato Assumiu em 29.04.1971 na vaga de Flávio Zétola  |
| —   | Carlito Dissenha                                                       | Aliança Renovadora Nacional (ARENA) | 351   | 2º mandato Assumiu em 12.10.1972 na vaga de Daniel Précoma |

## Legislatura de 1964–1968
Estes são os vereadores eleitos nas eleições de 6 de outubro de 1963, pelo período de 2 de dezembro de 1963 a 31 de janeiro de 1969:
|    | Nome                                                                             | Partido                              | Votos | Observações                                                                       |
| -- | -------------------------------------------------------------------------------- | ------------------------------------ | ----- | --------------------------------------------------------------------------------- |
| 1  | Giocondo Dall’Stella (1963-1964)                                                 | Partido Republicano (PR)             | 354   | 1º mandato                                                                        |
| 2  | João Batista Ferreira da Cruz (19??–Curitiba, 15.07.2009)                        | União Democrática Nacional (UDN)     | 283   | 1º mandato                                                                        |
| 3  | Clementino Zétola Junior (São José dos Pinhais, 15.12.1926–Curitiba, 20.09.2014) | Partido Social Democrático (PSD)     | 254   | 1º mandato                                                                        |
| 4  | Tarcílio Zoelner                                                                 | Partido Social Democrático (PSD)     | 225   | 1º mandato                                                                        |
| 5  | Daniel Précoma (1966-1967)                                                       | Partido Social Democrático (PSD)     | 207   | 3º mandato                                                                        |
| —  | Wadislau Valoski                                                                 | Partido Social Democrático (PSD)     | 204   | 2º mandato Assumiu de 29.05 a 01.08.1964 na vaga de Clementino Zétola Jr.         |
| 6  | Elon Fay Natal Bonin                                                             | Partido Republicano (PR)             | 187   | 1º mandato                                                                        |
| 7  | José Nogueira da Silva                                                           | Partido Republicano (PR)             | 180   | 1º mandato                                                                        |
| 8  | Afonso Haluch (1967-1968)                                                        | Partido Trabalhista Brasileiro (PTB) | 178   | 2º mandato                                                                        |
| 9  | Roberto Bronkowski                                                               | União Democrática Nacional (UDN)     | 172   | 1º mandato                                                                        |
| 10 | Carlito Dissenha                                                                 | União Democrática Nacional (UDN)     | 166   | 1º mandato                                                                        |
| 11 | João Opzinski (1965-1966)                                                        | União Democrática Nacional (UDN)     | 166   | 1º mandato                                                                        |
| —  | Antonio Florêncio Guimarães                                                      | União Democrática Nacional (UDN)     | 158   | 1º mandato Assumiu de 13.08 a 08.10.1964 na vaga de João Opzinski                 |
| —  | Francisco Euclides do Nascimento                                                 | União Democrática Nacional (UDN)     | 148   | 3º mandato Assumiu em 25.04.1966 até o final do mandato, na vaga de João Opzinski |
| 12 | Segismundo Salata (1964-1965 e 1966)                                             | Partido Trabalhista Brasileiro (PTB) | 140   | 1º mandato                                                                        |
| —  | Domingos Benvenuto Moletta (??, 13.09.1925–)                                     | Partido Social Democrático (PSD)     | 137   | 1º mandato Assumiu de 30.04 a 12.06.1964 na vaga de Daniel Précoma                |
| —  | José Correia Azeredo                                                             | Partido Trabalhista Brasileiro (PTB) | 132   | 2º mandato Assumiu de 29.05 a 20.08.1964 na vaga de Afonso Haluch                 |
| —  | João Maria de Araújo Franco                                                      | Partido Republicano (PR)             | 106   | 1º mandato Assumiu de 08.10 a 29.10.1964 na vaga de Elon Fay                      |

## Legislatura de 1960–1963
Estes são os vereadores eleitos nas eleições de 4 de outubro de 1959, pelo período de 2 de dezembro de 1959 a 2 de dezembro de 1963:
|    | Nome                                                                 | Partido                              | Votos | Observações                                                                  |
| -- | -------------------------------------------------------------------- | ------------------------------------ | ----- | ---------------------------------------------------------------------------- |
| 1  | Atílio Talamini                                                      | União Democrática Nacional (UDN)     | 517   | 2º mandato                                                                   |
| 2  | Benjamim Claudino Barbosa                                            | União Democrática Nacional (UDN)     | 339   | 1º mandato                                                                   |
| 3  | Ernani Benghi (1962-1963)                                            | Partido Social Democrático (PSD)     | 286   | 2º mandato                                                                   |
| 4  | Narciso Mendes (1960-1961)                                           | Partido Social Democrático (PSD)     | 265   | 2º mandato                                                                   |
| 5  | Alberto Bischebiche                                                  | União Democrática Nacional (UDN)     | 207   | 1º mandato                                                                   |
| 6  | Daniel Précoma (1961-1962)                                           | Partido Social Democrático (PSD)     | 193   | 2º mandato                                                                   |
| 7  | Alfredo Cordeiro da Rocha                                            | Partido Social Democrático (PSD)     | 188   | 1º mandato                                                                   |
| 8  | Olímpio José da Rocha                                                | União Democrática Nacional (UDN)     | 164   | 1º mandato                                                                   |
| 9  | Wadislau Valoski                                                     | Partido Social Democrático (PSD)     | 163   | 1º mandato                                                                   |
| —  | Raul Setim                                                           | Partido Social Democrático (PSD)     | 160   | 1º mandato Assumiu de 12.08 a 21.11.1960 na vaga de Wadislau Valoski         |
| —  | Renê Miranda                                                         | Partido Social Democrático (PSD)     | 160   | 1º mandato Assumiu de 21.11.1960 a 22.12.1962 na vaga de Daniel Précoma      |
| 10 | Arthur Antunes (1959-1960)                                           | Partido Trabalhista Brasileiro (PTB) | 156   | 1º mandato                                                                   |
| 11 | Afonso Haluch                                                        | Partido Trabalhista Brasileiro (PTB) | 152   | 1º mandato                                                                   |
| —  | Francisco Euclides do Nascimento                                     | União Democrática Nacional (UDN)     | 145   | 2º mandato Assumiu de 12.12.1961 a 28.11.1963 na vaga de Olímpio J. da Rocha |
| —  | José de Almeida Sobrinho                                             | Partido Social Democrático (PSD)     | 137   | 3º mandato Assumiu de 25.08 a 03.11.1960 na vaga de Alfredo C. da Rocha      |
| —  | Arlindo João da Costa                                                | União Democrática Nacional (UDN)     | 116   | 1º mandato Assumiu de 21.09.1961 a 24.05.1962 na vaga de Benjamim C. Barbosa |
| 12 | Alfredo Rieke Sobrinho (??, 1914–1990)                               | Partido Republicano (PR)             | 111   | 1º mandato                                                                   |
| —  | João Dombrowski (Guarani das Missões, 21.08.1917–Castro, 07.06.1995) | Partido Trabalhista Brasileiro (PTB) | 106   | 1º mandato Assumiu de 08.08 a 18.12.1961 na vaga de Afonso Haluch            |
| —  | Pedro Bonk (??, 18.07.1919–20.09.1984)                               | Partido Republicano (PR)             | 99    | 1º mandato Assumiu de 08.05 a 05.06.1962 na vaga de Alfredo R. Sobrinho      |
| —  | Fioravante Zocolotti                                                 | União Democrática Nacional (UDN)     | 96    | 2º mandato Assumiu de 05.06.1962 a 31.11.1963 na vaga de Benjamim C. Barbosa |
| —  | José Correia Azeredo                                                 | Partido Trabalhista Brasileiro (PTB) | 50    | 1º mandato Assumiu de 19.09 a 05.12.1962 na vaga de Afonso Haluch            |

## Legislatura de 1956–1959
Estes são os vereadores eleitos nas eleições de 3 de outubro de 1955, pelo período de 2 de dezembro de 1955 a 2 de dezembro de 1959:
|    | Nome                                                            | Partido                           | Votos | Observações                                                           |
| -- | --------------------------------------------------------------- | --------------------------------- | ----- | --------------------------------------------------------------------- |
| 1  | Atílio Talamini                                                 | União Democrática Nacional (UDN)  | 426   | 1º mandato                                                            |
| 2  | Ernani Benghi                                                   | Partido Social Democrático (PSD)  | 301   | 1º mandato                                                            |
| 3  | Flávio Zétola                                                   | União Democrática Nacional (UDN)  | 224   | 1º mandato                                                            |
| 4  | Fioravante Zocolotti                                            | União Democrática Nacional (UDN)  | 174   | 1º mandato                                                            |
| 5  | Narciso Mendes                                                  | Partido Social Democrático (PSD)  | 155   | 1º mandato                                                            |
| 6  | José de Almeida Sobrinho                                        | Partido Social Democrático (PSD)  | 135   | 2º mandato                                                            |
| 7  | Daniel Précoma                                                  | Partido Social Democrático (PSD)  | 131   | 1º mandato                                                            |
| 8  | Arlindo João da Costa                                           | União Democrática Nacional (UDN)  | 113   | 1º mandato                                                            |
| 9  | Francisco Euclides do Nascimento                                | União Democrática Nacional (UDN)  | 110   | 1º mandato                                                            |
| 10 | Adyr Alcídio Moss (São José dos Pinhais, 22.07.1926–23.12.2019) | União Democrática Nacional (UDN)  | 106   | 1º mandato                                                            |
| 11 | José Gregório Barbosa                                           | Partido Republicano (PR)          | 106   | 1º mandato                                                            |
| —  | Pedro Bastos Sobrinho                                           | União Democrática Nacional (UDN)  | 105   | 1º mandato Assumiu de 20.12.1955 a 21.01.1956 na vaga de Adyr A. Moss |
| 12 | Augusto Micrute                                                 | Partido Social Progressista (PSP) | 75    | 1º mandato                                                            |

## Legislatura de 1947–1950
Estes são os vereadores eleitos nas eleições de 16 de novembro de 1947, pelo período de 2 de dezembro de 1947 a 2 de dezembro de 1951:
|    | Nome                                                               | Partido                              | Votos | Observações |
| -- | ------------------------------------------------------------------ | ------------------------------------ | ----- | ----------- |
| 1  | Dario Marchesini (1947-1948) e (06.1948-12.1950)                   | União Democrática Nacional (UDN)     | 427   | 1º mandato  |
| 2  | Pedro Oliveira Fagundes                                            | Partido Social Democrático (PSD)     | 232   | 1º mandato  |
| 3  | Alexandre Fogiatto (04 a 06.1948)                                  | União Democrática Nacional (UDN)     | 192   | 1º mandato  |
| 4  | Marinho Soares                                                     | Partido Social Democrático (PSD)     | 182   | 1º mandato  |
| 5  | Armando Arlindo Rocha de Carvalho                                  | União Democrática Nacional (UDN)     | 181   | 1º mandato  |
| 6  | Alvino Rubens de Camargo                                           | União Democrática Nacional (UDN)     | 169   | 1º mandato  |
| 7  | Benjamim Claudino Barbosa (12.1950-01.1951)                        | União Democrática Nacional (UDN)     | 165   | 1º mandato  |
| 8  | Paulo Scherner Filho (São José dos Pinhais, 18.08.1921–31.12.2011) | União Democrática Nacional (UDN)     | 142   | 1º mandato  |
| 9  | Sílvio Pinto Ribeiro                                               | União Democrática Nacional (UDN)     | 114   | 1º mandato  |
| 10 | Godofredo B. Machado                                               | União Democrática Nacional (UDN)     | 113   | 1º mandato  |
| 11 | Alberto Koerbel (??, 1915–1992)                                    | Partido Trabalhista Brasileiro (PTB) | 107   | 1º mandato  |
| 12 | José de Almeida Sobrinho                                           | Partido Social Trabalhista (PST)     | 58    | 1º mandato  |

## Legislatura de 1937–1947
Este período as Câmaras Municipais de todo o Brasil foram fechadas, pela segunda vez, a partir de 10 de novembro de 1937, tendo em vista o golpe de Estado dado pelo mesmo presidente Getúlio Vargas, conhecido como Estado Novo. A Constituição brasileira de 1946, recriou o Tribunal Superior Eleitoral, órgão que organiza as eleições no Brasil, e que organizou as eleições no ano de 1947.

## Legislatura de 1935–1937
|   | Nome                         | Observações |
| - | ---------------------------- | ----------- |
| 1 | Antonio Lourenço dos Santos  | 1º mandato  |
| 2 | Domingos Milano              | 1º mandato  |
| 3 | Ephigenio Pereira da Cruz    | 1º mandato  |
| 4 | Felintho Seixas              | 1º mandato  |
| 5 | João José Massaneiro         | 1º mandato  |
| 6 | Manoel Alves de Oliveira     | 1º mandato  |
| 7 | Pedro de Oliveira Fagundes   | 1º mandato  |
| 8 | Thomaz Carmeliano de Miranda | 1º mandato  |

## Legislatura de 1930–1935
Este período as Câmaras Municipais de todo o Brasil foram fechadas, pela primeira vez, a partir de 24 de outubro de 1930, tendo em vista o golpe de Estado dado pelo presidente Getúlio Vargas, conhecido como Revolução de 1930. Apesar do Tribunal Superior Eleitoral, ter sido criado em 1932, como órgão que organiza as eleições no Brasil, somente com a promulgação da Constituição brasileira de 1934, é que efetivamente, se concretizou as eleições no ano de 1935.

## Legislatura de 1928–1930
|   | Nome                             | Observações |
| - | -------------------------------- | ----------- |
| 1 | Alcídio Sprenger Vianna          | 2º mandato  |
| 2 | Alselmo Vaccari                  | 2º mandato  |
| 3 | Beno Ernesto Bührer              | 2º mandato  |
| 4 | Estanislau Augusto               | 2º mandato  |
| 5 | Francisco Manoel de Lima Camargo | 2º mandato  |
| 6 | José Gregório Franco             | 2º mandato  |
| 7 | Manoel Guerreiro de Faria        | 2º mandato  |
| 8 | Manoel Quintiliano da Cruz       | 2º mandato  |

## Legislatura de 1924–1928
|   | Nome                             | Observações |
| - | -------------------------------- | ----------- |
| 1 | Alcídio Sprenger Vianna          | 1º mandato  |
| 2 | Alselmo Vaccari                  | 1º mandato  |
| 3 | Beno Ernesto Bührer              | 1º mandato  |
| 4 | Estanislau Augusto               | 1º mandato  |
| 5 | Francisco Manoel de Lima Camargo | 1º mandato  |
| 6 | José Gregório Franco             | 1º mandato  |
| 7 | Manoel Guerreiro de Faria        | 1º mandato  |
| 8 | Manoel Quintiliano da Cruz       | 1º mandato  |

## Legislatura de 1920–1924
|   | Nome                          | Observações |
| - | ----------------------------- | ----------- |
| 1 | Alfredo Antonio Muller        | 1º mandato  |
| 2 | André Ferreira da Rocha       | 1º mandato  |
| 3 | Antonio Kiuteka               | 1º mandato  |
| 4 | Joaquim Gregório Machado      | 1º mandato  |
| 5 | Joaquim Oliveira Franco       | 1º mandato  |
| 6 | José Zagonel                  | 1º mandato  |
| 7 | Raimundo Teixeira de Oliveira | 1º mandato  |
| 8 | Salvador Dias do Rosário      | 1º mandato  |

## Legislatura de 1916–1920
|   | Nome                       | Observações |
| - | -------------------------- | ----------- |
| 1 | André Ferreira da Rocha    | 1º mandato  |
| 2 | Alselmo Vaccari            | 1º mandato  |
| 3 | Benjamim Claudino Ferreira | 1º mandato  |
| 4 | Joaquim Oliveira Franco    | 1º mandato  |
| 5 | Manoel Alves de Oliveira   | 1º mandato  |
| 6 | Pedro Cordeiro da Rocha    | 1º mandato  |
| 7 | Porfírio Sandy da Cruz     | 1º mandato  |
| 8 | Tobias Pereira da Cruz     | 1º mandato  |

## Legislatura de 1912–1916
|   | Nome                       | Observações |
| - | -------------------------- | ----------- |
| 1 | Cândido Benedito Alves     | 1º mandato  |
| 2 | Isaias Mendes dos Anjos    | 1º mandato  |
| 3 | João Gregório Barbosa      | 1º mandato  |
| 4 | Joaquim de Oliveira Franco | 1º mandato  |
| 5 | Joaquim Ferreira da Rocha  | 1º mandato  |
| 6 | Joaquim Gomes de Camargo   | 1º mandato  |
| 7 | Joaquim Gregório Machado   | 1º mandato  |
| 8 | Pedro Chiuratto            | 1º mandato  |
| 9 | Tobias Pereira da Cruz     | 1º mandato  |

## Legislatura de 1908–1912
|   | Nome                              | Observações |
| - | --------------------------------- | ----------- |
| 1 | Antonio Thimoteo Borges           | 1º mandato  |
| 2 | Francisco Claudino Ferreira Filho | 1º mandato  |
| 3 | Francisco de Lima Ramos           | 1º mandato  |
| 4 | Joaquim de Oliveira Franco        | 1º mandato  |
| 5 | Joaquim Gregório Machado          | 1º mandato  |
| 6 | José João Machado Fagundes        | 1º mandato  |
| 7 | Thomaz Aires da Rocha             | 1º mandato  |
| 8 | Tobias Pereira da Cruz            | 1º mandato  |

## Legislatura de 1904–1908
A relação dos vereadores dessa época foram perdidos, por causa de uma briga política entre atual e futuro prefeitos, ou seja, Luiz Vitorino Ordine e Francisco de Paula Killian.

## Legislatura de 1900–1904
|   | Nome                        | Observações |
| - | --------------------------- | ----------- |
| 1 | Agostinho Oliveira Bastos   | 1º mandato  |
| 2 | Ernesto Cordeiro da Rocha   | 1º mandato  |
| 3 | Francisco Ferreira de Paula | 1º mandato  |
| 4 | Joaquim Ferreira dos Santos | 1º mandato  |
| 5 | José Ribeiro da Silva       | 1º mandato  |
| 6 | Norberto Alves de Brito     | 1º mandato  |
| 7 | Plínio Alves de Bastos      | 1º mandato  |
| 8 | Thomas Aires de Paula       | 1º mandato  |

## Legislatura de 1892–1900
|   | Nome                         | Observações |
| - | ---------------------------- | ----------- |
| 1 | Joaquim Alves Munhoz         | 1º mandato  |
| 2 | Jorge Galdino Nunes da Costa | 1º mandato  |
| 3 | Norberto Alves de Brito      | 1º mandato  |
| 4 | Pedro Antonio dos Anjos      | 1º mandato  |
| 5 | Pedro Fernandes Bueno        | 1º mandato  |
| 6 | Porfirio Sandi da Cruz       | 1º mandato  |
| 7 | Thomaz Carvalho de Camargo   | 1º mandato  |

## Legislatura de 1890–1992
Os vogais deixam de existir a partir de 4 de julho de 1890 e em seu lugar são criados os camaristas.
|   | Nome                    | Observações |
| - | ----------------------- | ----------- |
| 1 | Antonio Fogiatto        | 1º mandato  |
| 2 | Feliz Augusto           | 1º mandato  |
| 3 | João Batista de Sá      | 1º mandato  |
| 4 | João Ernesto Killian    | 1º mandato  |
| 5 | Norberto Alves de Brito | 1º mandato  |
| 6 | Padre Domingos Pianceta | 1º mandato  |

## Legislatura de 1890
O cargo de vereador deixa de existir a partir de 22 de janeiro de 1890 e em seu lugar são criados os cargos de vogais.
|   | Nome                           | Observações |
| - | ------------------------------ | ----------- |
| 1 | André Carlos Cornelsen         | 1º mandato  |
| 2 | Antonio Bernardino de Oliveira | 1º mandato  |
| 3 | Antonio Joaquim Vieira de Sá   | 1º mandato  |
| 4 | João Ernesto Killian           | 1º mandato  |
| 5 | Padre Dr. Joaquim Nazario      | 1º mandato  |
| 6 | Pedro Antonio de Carvalho      | 1º mandato  |
| 7 | Tobias Pereira da Cruz         | 1º mandato  |

## Legislatura de 1887–1990
|   | Nome                         | Observações                          |
| - | ---------------------------- | ------------------------------------ |
| 1 | Isaac Ferreira da Cruz       | 1º mandato Faleceu durante o mandato |
| 2 | João Cordeiro Neto           | 1º mandato Faleceu durante o mandato |
| 3 | João Ernesto Killian         | 1º mandato                           |
| 4 | João Mendes Machado          | 1º mandato                           |
| 5 | Joaquim Quintiliano da Rocha | 1º mandato                           |
| 6 | Manoel José Munhoz           | 1º mandato                           |
| 7 | Miguel Ferraz da Rocha       | 1º mandato                           |

Tendo em vista o falecimento de dois vereadores durante o mandato, foram realizadas novas eleições:
|   | Nome                              | Observações |
| - | --------------------------------- | ----------- |
| 1 | Francisco Machado Ferreira Chaves | 1º mandato  |
| 2 | João Ernesto Killian              | 1º mandato  |
| 3 | João Mendes Machado               | 1º mandato  |
| 4 | Joaquim Quintiliano da Rocha      | 1º mandato  |
| 5 | José Alves de Brito               | 1º mandato  |
| 6 | Manoel José Munhoz                | 1º mandato  |
| 7 | Miguel Ferraz da Rocha            | 1º mandato  |

## Legislatura de 1883–1887
Em julho e agosto de 1882 foram realizadas novas eleições e os vereadores assumiram em 1º de janeiro de 1883:
|   | Nome                        | Observações |
| - | --------------------------- | ----------- |
| 1 | João Cordeiro Neto          | 1º mandato  |
| 2 | João Ernesto Killian        | 2º mandato  |
| 3 | José Alves Pires            | 1º mandato  |
| 4 | Manoel de Oliveira Mendes   | 1º mandato  |
| 5 | Palemon Carlos Maria Huergo | 1º mandato  |
| 6 | Pedro Antonio da Rocha      | 1º mandato  |
| 7 | Veríssimo Souza Marques     | 1º mandato  |

## Legislatura de 1881–1882
|   | Nome                              | Observações |
| - | --------------------------------- | ----------- |
| 1 | Francisco de Paula Prestes Branco | 1º mandato  |
| 2 | José Alves Pires                  | 1º mandato  |
| 3 | Manoel Alves Massaneiro           | 1º mandato  |
| 4 | Manoel Ferreira de Melo           | 1º mandato  |
| 5 | Pedro Pereira do Vale             | 1º mandato  |
| 6 | Sezino Pereira do Vale            | 1º mandato  |
| 7 | Tomas Umbelino Teixeira           | 1º mandato  |

## Legislatura de 1877–1880
|   | Nome                            | Observações |
| - | ------------------------------- | ----------- |
| 1 | Francisco de Paula Ribas        | 1º mandato  |
| 2 | João Ernesto Killian            | 1º mandato  |
| 3 | José Cordeiro Neto              | 2º mandato  |
| 4 | José Joaquim Passos de Oliveira | 1º mandato  |
| 5 | Manoel Antonio Barbosa          | 1º mandato  |
| 6 | Norberto Alves de Brito         | 1º mandato  |
| 7 | Salvador de Oliveira Neto       | 1º mandato  |

## Legislatura de 1873–1876
Vereadores eleitos em 11 de outubro de 1872, posteriormente anulada:
|   | Nome                               | Observações |
| - | ---------------------------------- | ----------- |
| 1 | Joaquim Antonio da Rocha           | 1º mandato  |
| 2 | Joaquim Quintiliano da Rocha       | 1º mandato  |
| 3 | José Franco de Oliveira            | 1º mandato  |
| 4 | Marcelino José Nogueira            | 1º mandato  |
| 5 | Padre João Baptista Ferreira Bello | 1º mandato  |
| 6 | Pedro Antonio da Rocha             | 1º mandato  |
| 7 | Salvador Rafael de Oliveira Neto   | 1º mandato  |

Vereadores assumem nas eleições de 16 de abril de 1873:
|   | Nome                               | Observações |
| - | ---------------------------------- | ----------- |
| 1 | Cândido da Silva Pinto             | 1º mandato  |
| 2 | Felício Antonio de Sá Ribas        | 1º mandato  |
| 3 | Francisco Pires Batista            | 1º mandato  |
| 4 | Francisco Xavier Mattoso           | 1º mandato  |
| 5 | José Alves Pires                   | 1º mandato  |
| 6 | Padre João Baptista Ferreira Bello | 1º mandato  |
| 7 | Pedro Antonio da Rocha             | 1º mandato  |

## Legislatura de 1869–1872
|    | Nome                                 | Observações |
| -- | ------------------------------------ | ----------- |
| 1  | Antonio Joaquim de Oliveira Portes   | 1º mandato  |
| 2  | Cândido da Silva Pinto               | 1º mandato  |
| 3  | Francisco de Assis Pereira Magalhães | 1º mandato  |
| 4  | João Cordeiro Neto                   | 1º mandato  |
| 5  | José Joaquim dos Passos Oliveira     | 1º mandato  |
| 6  | José Martins de Oliveira             | 1º mandato  |
| 7  | Manoel Antonio Pereira de Araújo     | 1º mandato  |
| 8  | Marcelino José Nogueira              | 1º mandato  |
| 9  | Mathias Carneiro Mendes de Sá Ribas  | 1º mandato  |
| 10 | Serafim Bueno                        | 1º mandato  |

## Legislatura de 1865–1868
|   | Nome                               | Observações |
| - | ---------------------------------- | ----------- |
| 1 | Francisco de Paula Prestes Branco  | 3º mandato  |
| 2 | Francisco Simões de Oliveira       | 3º mandato  |
| 3 | Joaquim Antonio Rocha              | 1º mandato  |
| 4 | José Ferraz de Lima                | 1º mandato  |
| 5 | José Teixeira da Cruz              | 1º mandato  |
| 6 | Padre José Baptista Ferreira Bello | 1º mandato  |
| 7 | Pedro Pereira do Vale              | 2º mandato  |

## Legislatura de 1861–1864
|   | Nome                              | Observações |
| - | --------------------------------- | ----------- |
| 1 | Antonio Joaquim Padilha           | 2º mandato  |
| 2 | Francisco de Paula Prestes Branco | 2º mandato  |
| 3 | Francisco Simões de Oliveira      | 2º mandato  |
| 4 | Joaquim José Machado Teixeira     | 2º mandato  |
| 5 | Manoel Antonio Pereira Araújo     | 1º mandato  |
| 6 | Manoel Ferreira Melo              | 2º mandato  |
| 7 | Pedro Pereira Vale                | 1º mandato  |

## Legislatura de 1857–1860
|   | Nome                              | Observações |
| - | --------------------------------- | ----------- |
| 1 | Antonio Amaro da Rocha            | 1º mandato  |
| 2 | Antonio Joaquim Padilha           | 1º mandato  |
| 3 | Custódio Ferreira da Cruz         | 1º mandato  |
| 4 | Francisco de Paula Prestes Branco | 1º mandato  |
| 5 | Francisco Ignácio de Andrade      | 1º mandato  |
| 6 | Francisco Simões de Oliveira      | 1º mandato  |
| 7 | Joaquim José Machado Teixeira     | 1º mandato  |
| 8 | Manoel Ferreira de Melo           | 1º mandato  |

## Legislatura de 1853–1856
Primeira legislatura após a fundação da cidade. A posse se deu em 8 de janeiro de 1853:
|   | Nome                              | Observações                                                   |
| - | --------------------------------- | ------------------------------------------------------------- |
| 1 | Antonio Joaquim Oliveira Portes   | 1º mandato                                                    |
| 2 | Francisco de Paula Prestes Branco | 1º mandato                                                    |
| 3 | José Joaquim Passos de Oliveira   | 1º mandato                                                    |
| 4 | José Lionel da Silva              | 1º mandato                                                    |
| 5 | Manoel Alves Pereira              | 1º mandato Assassinado durante o mandato não chegou a assumir |
| 6 | Manoel Mendes Leitão              | 1º mandato                                                    |

Suplentes que assumiram no período:
|   | Nome                             | Observações |
| - | -------------------------------- | ----------- |
| 1 | Cândido Mendes de Sá             | 1º mandato  |
| 2 | Francisco Ignácio de Andrade     | 1º mandato  |
| 3 | João Baptista Bueno              | 1º mandato  |
| 4 | Joaquim de Bastos                | 1º mandato  |
| 5 | Joaquim Pereira do Vale          | 1º mandato  |
| 6 | José Teixeira da Cruz            | 1º mandato  |
| 7 | Padre Francisco de Paula Prestes | 1º mandato  |

## Legenda
| cor  | significado          |
| Bege | Presidente da Câmara |
| Azul | Suplente             |